# Port lotniczy Ruben Cantu
Port lotniczy Ruben Cantu – jeden z panamskich portów lotniczych, zlokalizowany w mieście Santiago de Veraguas.

## Linie lotnicze i połączenia
- Aeroperlas (Panama-Albrook, Bocas Town, Chitré)
- Air Panama (Panama-Albrook, David, Bahia Piñas)